# Mark Lehner

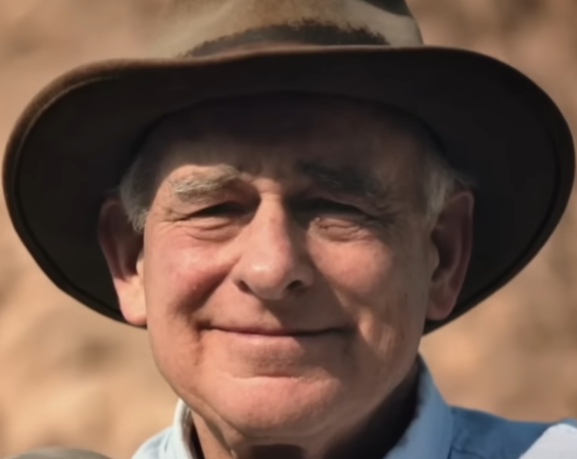
Mark Lehner

Mark Lehner (* 1950 in North Dakota) ist ein US-amerikanischer Ägyptologe mit mehr als 30 Jahren Erfahrung bei Ausgrabungen in Ägypten. Er ist Direktor der Ancient Egypt Research Associates (AERA) und hat in zahlreichen Fernsehdokumentationen mitgewirkt.

## Leben
Mark Lehner reiste erstmals 1972 nach Ägypten. Zu diesem Zeitpunkt war er noch ein Anhänger der Ideen des „schlafenden Propheten“ Edgar Cayce, der behauptete, die Kultur des alten Ägypten sei durch Atlantis begründet worden. Im folgenden Jahr begann er ein Studium an der American University in Cairo, in dessen Verlauf er sich allmählich von Cayces Ideen distanzierte.
1975 erlangte er den Grad Bachelor of Arts im Fach Anthropologie. Die nächsten 13 Jahre verbrachte er mit verschiedenen archäologischen Projekten. 1979 wurde er Leiter des Sphinx-Projektes des American Research Center in Egypt, zur genauen Untersuchung und Vermessung der Sphinx.
1990 wurde Lehner in Ägyptologie an der Yale University promoviert. Seit 1988 leitet er die Grabungen südlich der Sphinx, die zum Giza Plateau Mapping Project gehören. Bis heute werden dort die Arbeitersiedlung und die Produktionsstätten des Pyramidenplateaus von Gizeh freigelegt. Eines seiner öffentlichkeitswirksamsten Projekte war der Nachbau einer kleinen Pyramide, mit dem altägyptische Arbeitstechniken getestet und die benötigte Zahl von Arbeitern beim Pyramidenbau abgeschätzt werden sollten.

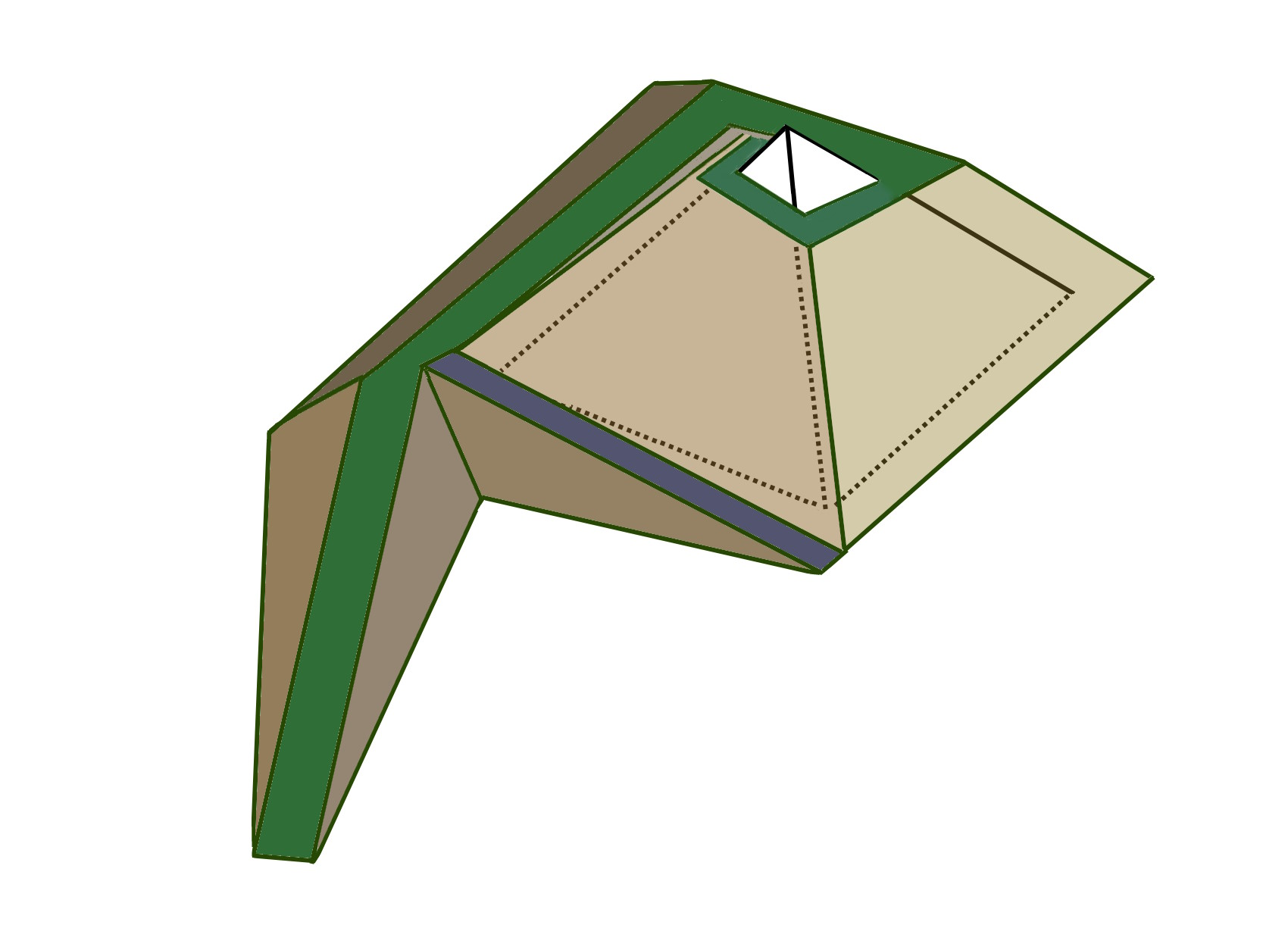
Rampenmodell von Mark Lehner

Sein Buch The Complete Pyramids erhielt 1999 den Book Award der Society for American Archaeology.
1985 publizierte er einen Vorschlag zum Bau der Cheops-Pyramide bei Verwendung von zwei Rampen, Die äußere Rampe startet im Süden an den Steinbrüchen und führt zur Südwest-Ecke der Pyramide. Die zweite Rampe startet an der Südost-Ecke und mündet in die äußere Rampe. Ab dem Vereinigungspunkt entwickelt sich die Rampe spiralförmig nach oben.

## Schriften
- The Egyptian Heritage. Based on the Edgar Cayce Readings. A.R.E. Press, Virginia Beach (VA) 1974, ISBN 0-87604-071-7.
- The Development of the Giza Necropolis: The Khufu Project. In: Mitteilungen des Deutschen Archäologischen Instituts, Abteilung Kairo. (MDAIK). Band 41, 1985, S. 109–143 (Digitalisat).
- Archaeology of an Image. The Great Sphinx of Giza. UMI, Ann Arbor 1991, OCLC 917362242 (zugleich: Dissertation, Universität Yale, 1991).
- The Complete Pyramids. Thames & Hudson, London 1997, ISBN 0-500-05084-8 (Deutsche Ausgabe: Das erste Weltwunder. Die Geheimnisse der ägyptischen Pyramiden. ECON, Düsseldorf u. a. 1997, ISBN 3-430-15963-6).
- mit Zahi Hawass: Giza and the Pyramids. Thames & Hudson, London 2017, ISBN 978-0-500-05189-4 (Deutsche Ausgabe: Die Pyramiden von Gizeh. von Zabern, Darmstadt 2017, ISBN 978-3-8053-5105-8).
- The Red Sea Scrolls: How Ancient Papyri Reveal the Secrets of the Pyramids. Thames & Hudson, London 2022, ISBN 978-0-500-05211-2.